# Where Are You Going (альбом Ширли Хорн)
Where Are You Going — пятый студийный альбом американской певицы Ширли Хорн, выпущенный в 1973 году на лейбле Perception Records. Продюсером альбома выступил Бу Фрейзер. Данная пластинка стала первой студийной записью Хорн с 1965 года, когда был выпущен альбом Travelin’ Light.

## Список композиций
| №  | Название                  | Автор(ы)                       | Длительность |
| -- | ------------------------- | ------------------------------ | ------------ |
| 1. | «Where Are You Going»     | Бобби Скотт, Дэнни Миан        | 4:25         |
| 2. | «Something Happens to Me» | Джек Сигал, Марвин Фишер       | 2:10         |
| 3. | «Come on Home»            | Дина Вашингтон, Хуанита Хилл   | 2:30         |
| 4. | «Do It Again»             | Бадди Десильва, Джордж Гершвин | 7:05         |
| 5. | «The Eagle and Me»        | Гарольд Арлен, Йип Харбург     | 2:50         |

| №  | Название                             | Автор(ы)                | Длительность |
| -- | ------------------------------------ | ----------------------- | ------------ |
| 1. | «Taste of Honey»                     | Бобби Скотт, Рик Мэрлоу | 5:35         |
| 2. | «L.A. Breakdown»                     | Ларри Маркс             | 4:50         |
| 3. | «Consequences of a Drug Addict Role» | Ширли Хорн              | 6:03         |

## Участники записи
- Ширли Хорн — вокал, фортепиано
- Эл Гафа[англ.] — гитара
- Маршал Харрис — контрабас
- Бернард Суитни — ударные